# Oblík u Dívčího hradu
Oblík u Dívčího Hradu je přírodní památka v okrese Bruntál západně od obce Dívčí Hrad. Památku spravuje Krajský úřad Moravskoslezského kraje.

## Předmět ochrany
Předmětem ochrany je detersní činností obnažený výchoz tzv. uhelného vápence moravsko-slezského kulmu, který má stratigrafický a paleontologický význam. Hlavním důvodem ochrany je vlastní výchoz v několika čočkovitých polohách o mocnosti 3–5 cm v šedozelených jílovitých břidlicích s hojným výskytem zkamenělin lilijic, korálů, hlavonožců a ramenonožců.